# Robert Joseph McManus

Robert Joseph McManus (nacido el 5 de julio de 1951) es un prelado estadounidense de la Iglesia católica que se ha desempeñado como obispo de la diócesis de Worcester en Massachusetts desde 2004.  También se desempeñó como obispo auxiliar de la Diócesis de Providence en Rhode Island de 1999 a 2004.

## Biografía

### Temprana edad y educación
McManus nació en Providence, Rhode Island, hijo de Edward y Helen (de soltera King) McManus.   Creció en el área de Providence y se graduó de la escuela Blessed Sacrament School y de la escuela secundaria Our Lady of Providence Seminary en Warwick, Rhode Island.  Después de graduarse de la escuela secundaria, McManus ingresó a la Universidad Católica de América en Washington D. C., donde obtuvo su licenciatura y maestría.  Luego asistió a la Escuela de Teología de Toronto en Toronto, Ontario.  McManus terminó en Toronto con una Maestría en Divinidad.  Después de su ordenación como diácono, McManus sirvió durante un año como diácono en la parroquia de Our Lady of Mercy en East Greenwich, Rhode Island.

### Ordenación y ministerio
El 27 de mayo de 1978, McManus fue ordenado sacerdote por el obispo Kenneth Angell.  Después de su ordenación, McManus fue asignado como capellán asistente temporal en el Hospital Saint Joseph en Providence, así como también como párroco asociado en la Parroquia St. Matthew en Cranston, Rhode Island.  Fue trasladado en 1981 para servir como párroco asociado en la Parroquia de St. Anthony en Providence.  McManus también desempeñó el papel de capellán católico en el Community College of Rhode Island (CCRI) durante este período.
En 1984, McManus fue enviado a estudiar a Roma, donde obtuvo una licenciatura y un doctorado en teología sagrada de la Pontificia Universidad Gregoriana.  En noviembre de 1987, McManus regresó a Rhode Island como vicario diocesano de educación y director de la oficina de formación ministerial.  En julio de 1987, fue nombrado párroco de la parroquia de St. Luke en Barrington, Rhode Island . En 1990, McManus también se convirtió en consultor y redactor editorial del periódico The Providence Visitor.
McManus fue elevado al título de Monseñor el 28 de febrero de 1997 por el Papa Juan Pablo II.  En junio de 1998, McManus dejó St. Luke para convertirse en rector del Seminario Our Lady of Providence, mientras brindaba cobertura pastoral en St. Margaret Parish en Rumford, Rhode Island .

### Obispo Auxiliar de Providence
El 1 de diciembre de 1998, Juan Pablo II nombró a McManus obispo auxiliar de la Diócesis de Providence y obispo titular de Allegheny.  Fue consagrado el 22 de febrero de 1999 por el obispo Robert Mulvee en la Catedral de los Santos Pedro y Pablo en Providence.  Como obispo auxiliar, McManus continuó como rector de Our Lady y secretario de formación ministerial.

### Obispo de Worcester
El 9 de marzo de 2004, Juan Pablo II nombró a McManus obispo de la diócesis de Worcester. Fue instalado el 14 de mayo de 2004, sucediendo al obispo Daniel P. Reilly, quien se jubiló.
McManus criticó al Colegio de la Santa Cruz en Worcester por alquilar un "espacio sagrado" a la Alianza de Massachusetts sobre Embarazo Adolescente para talleres.  Dijo que la Alianza enseñaba materias que violaban las enseñanzas de la Iglesia Católica.  El 10 de octubre de 2007 emitió un comunicado dando a conocer sus críticas a la conferencia y declaró que el colegio podría perder su designación como institución católica.  El presidente de Holy Cross, Michael C. McFarland, dijo que la universidad tenía obligaciones contractuales con Alliance y no cancelaría su acuerdo.
En abril de 2012, McManus le pidió a Anna Maria College en Paxton, Massachusetts, que rescindiera una invitación a Victoria Kennedy para hablar en su ceremonia de graduación, citando sus puntos de vista sobre el derecho al aborto y el matrimonio entre personas del mismo sexo.  El 4 de mayo de 2012, la universidad acordó desinvitar a Kennedy, pero también rescindió su invitación de graduación a McManus, afirmando que su presencia en la ceremonia sería una "distracción".
El 3 de abril de 2022, McManus le pidió a la Nativity School of Worcester, una escuela secundaria en Worcester, Massachusetts, que quitara las banderas de Black Lives Matter y del orgullo gay de su asta, diciendo que generaban confusión sobre las enseñanzas de la iglesia.  McManus amenazó con eliminar la designación de la escuela como escuela católica si no cumplía.  La administración de la Escuela de Natividad no indicó ninguna voluntad de bajar las banderas.  El 9 de abril, McManus anunció que no asistiría a la ceremonia de graduación de Holy Cross College.  Una petición en línea en la universidad denunciando las acciones de McManus contra Nativity School y acusándolo de intolerancia obtuvo cientos de firmas.

#### Venta de propiedad en disputa
En junio de 2012, los funcionarios diocesanos se negaron a vender Oakhurst, una mansión histórica en Northbridge, Massachusetts, a James Fairbanks y Alain Beret, una pareja gay casada.  La mansión había sido utilizada como un centro de retiro sin fines de lucro afiliado a la Iglesia.  En septiembre de 2012, la pareja demandó a McManus y a la diócesis por discriminación, citando un correo electrónico en el que los funcionarios de la iglesia decían que McManus quería detener la venta "debido a la potencialidad de los matrimonios homosexuales allí".  El 12 de octubre de 2012, la diócesis vendió la propiedad a otro comprador.
Un abogado de la diócesis afirmó que el estatuto contra la discriminación de Massachusetts proporciona una exención para las instituciones religiosas.  Él dijo: "Si una entidad religiosa no tenía que permitir que la propiedad se usara para bodas gay, en lo que todos estamos de acuerdo, ¿por qué se debe vender la propiedad religiosa a una organización si se va a usar para una boda gay?".  En marzo de 2014, la fiscal general de Massachusetts, Martha Coakley, presentó un informe legal en apoyo de los demandantes que decía: "Creemos que esta familia fue discriminada injustamente por la diócesis cuando se negó a venderles propiedades en función de su orientación sexual. . . .  Y ninguna persona razonable pensaría que una boda que tuvo lugar en una propiedad que ya no pertenece a una iglesia fue respaldada por esa iglesia".  Los argumentos orales en el caso se programaron en el Tribunal Superior de Worcester el 22 de abril de 2014.

#### Arresto por DUI
El 4 de mayo de 2013, McManus fue arrestado en Narragansett, Rhode Island por conducir ebrio, abandonar la escena de un accidente y rechazar una prueba de sobriedad química.  A las 10:30 de esa noche, McManus había estado involucrado en un accidente de tránsito con otro vehículo, luego huyó de la escena.  El otro conductor lo siguió y llamó a la policía.  Arrestaron a McManus 20 minutos después en la casa de su familia en Narragansett.  Más tarde declaró:
Cometí un terrible error de juicio al conducir después de haber consumido alcohol con la cena.  No hay excusa por el error que cometí, solo un compromiso de reparar y aceptar las consecuencias de mi acción.  Más importante aún, pido perdón a las buenas personas a las que sirvo, así como a mi familia y amigos, en la Diócesis de Worcester y la Diócesis de Providence.
El 25 de agosto de 2020, el Papa Francisco nombró a McManus administrador apostólico para la diócesis de Springfield en Massachusetts mientras continuaba como obispo de Worcester.  La diócesis quedó "vacante" con el nombramiento del obispo Mitchell T. Rozanski como arzobispo de St. Louis.  El mandato de McManus como administrador apostólico finalizó el 14 de diciembre de 2020 con la instalación de un nuevo obispo en Springfield.
El 1 de octubre de 2020, McManus y la Diócesis de Worcester fueron nombrados en una demanda por abuso sexual presentada por un exfeligres.  El demandante alegó que Thomas E. Mahoney, un sacerdote diocesano, lo había manipulado y abusado de él y de otros niños a principios de la década de 1970 en varios lugares de Worcester y Boylston, Massachusetts.  La demanda acusaba a la diócesis de no detener los presuntos delitos de Mahoney.  Después de que se presentó la demanda, McManus suspendió a Mahoney, quien ya se había jubilado, de cualquier cargo ministerial.